# Sanitec
Sanitec è un'azienda finlandese produttrice di sanitari con sede a Helsinki. Dal 2015 fa parte del gruppo svizzero Geberit.

## Storia
Sanitec nasce dall'azienda fondata nel 1990 dal gruppo Wärtsilä. Nel 1999 nasce Sanitec, quotata alla Borsa di Helsinki. Nel 2005 avviene il passaggio di proprietà nel gruppo EQT Partners. Nel 2013 avviene la quotazione presso la Borsa di Stoccolma.
Nel 2014 la svizzera Geberit acquisisce la Sanitec per 1,06 mld. di Euro.

## Marchi
Marchi acquisiti:
- Allia, Francia (1991)
- IDO, Finlandia
- Ifö, Svezia (1981)
- Keramag, Germania (1991)
- Koło, Polonia (1993)
- Koralle, Germania
- Porsgrund, Norvegia (1985)
- Pozzi-Ginori, Italia (1993)
- Selles, Francia
- Sphinx, Paesi Bassi (1999)

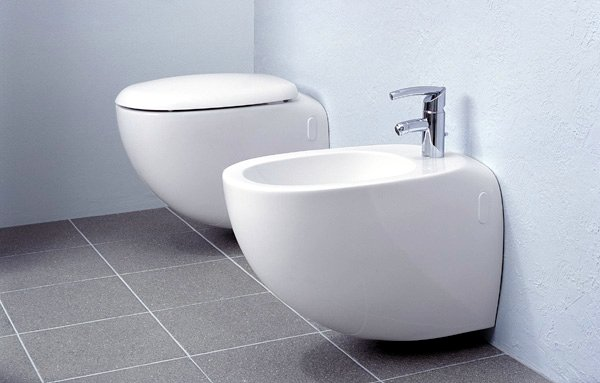
Bidet e vaso sanitario della polacca Koło

- Twyford Bathrooms, Regno Unito (2001)
- Varicor, Germania (1998)